# Tipula scaphula
Tipula scaphula är en tvåvingeart som beskrevs av Alexander 1945. Tipula scaphula ingår i släktet Tipula och familjen storharkrankar.
Artens utbredningsområde är Panama. Inga underarter finns listade i Catalogue of Life.